# Гватемальская кухня
.

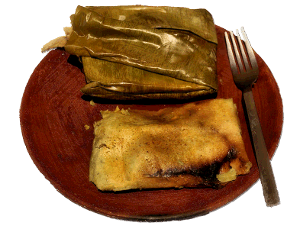
Тамале — это традиционная еда, которую в Гватемале едят по особым случаям, особенно во время Рождества и других праздников. Это мешочки из кукурузного теста (маса), обычно наполненные мясом, например, свининой и курицей, но также возможно с овощами, такими как кукуруза и картофель, и обычно завернутые в банановые листья

Гватемальская кухня отражает традиции и историю Гватемалы.
В основе большинства традиционных блюд гватемальской кухни лежит кухня майя, однако на современную гватемальскую кухню также оказали немалое влияние и испанцы. Ключевыми ингредиентами кухни считаются кукуруза, перец чили и фасоль. Также Гватемала известна как родина авокадо Хасс.
По традиции некоторые блюда едят в определенные дни недели. Например, по четвергам принято есть паче (разновидность тамале из картофеля). Определенные блюда также связаны с особыми случаями, например, салат фиамбре едят на День Всех Святых 1 ноября, и тамале на Рождество.

## История
Региональная кухня Гватемалы относительно малоизвестна, отчасти из-за ее географической изоляции в вулканическом высокогорье, а также из-за гражданской войны во второй половине XX века, которая отпугивала иностранцев. Гватемальская кухня находится под сильным влиянием кухни майя, а также с некоторыми испанскими влияниями. Многие блюда являются гиперрегиональными и недоступны за пределами определенных городов.
Кукуруза является важным основным продуктом питания в гватемальской кухне и выращивается в этом регионе с древних времен. Горячий шоколад также имеет долгую историю в Гватемале. До современной эпохи шоколад считался роскошью, а какао-бобы также использовались древними майя в качестве валюты. Свинина и говядина были позже завезены с испанской колонизацией в XVI веке, дополняя местные источники мяса, такие как индейка, другая птица, и рыба.

## Блюда
Многие гватемальские блюда готовятся без использования растительного масла, ингредиенты помещаются прямо на сковороду комаль или заворачиваются в листья. Многие гватемальские блюда имеют в названии суффикс «-ik»; «ик» означает перец чили на нескольких языках майя, на которых говорят в стране.

### Разновидности гватемальских тамале

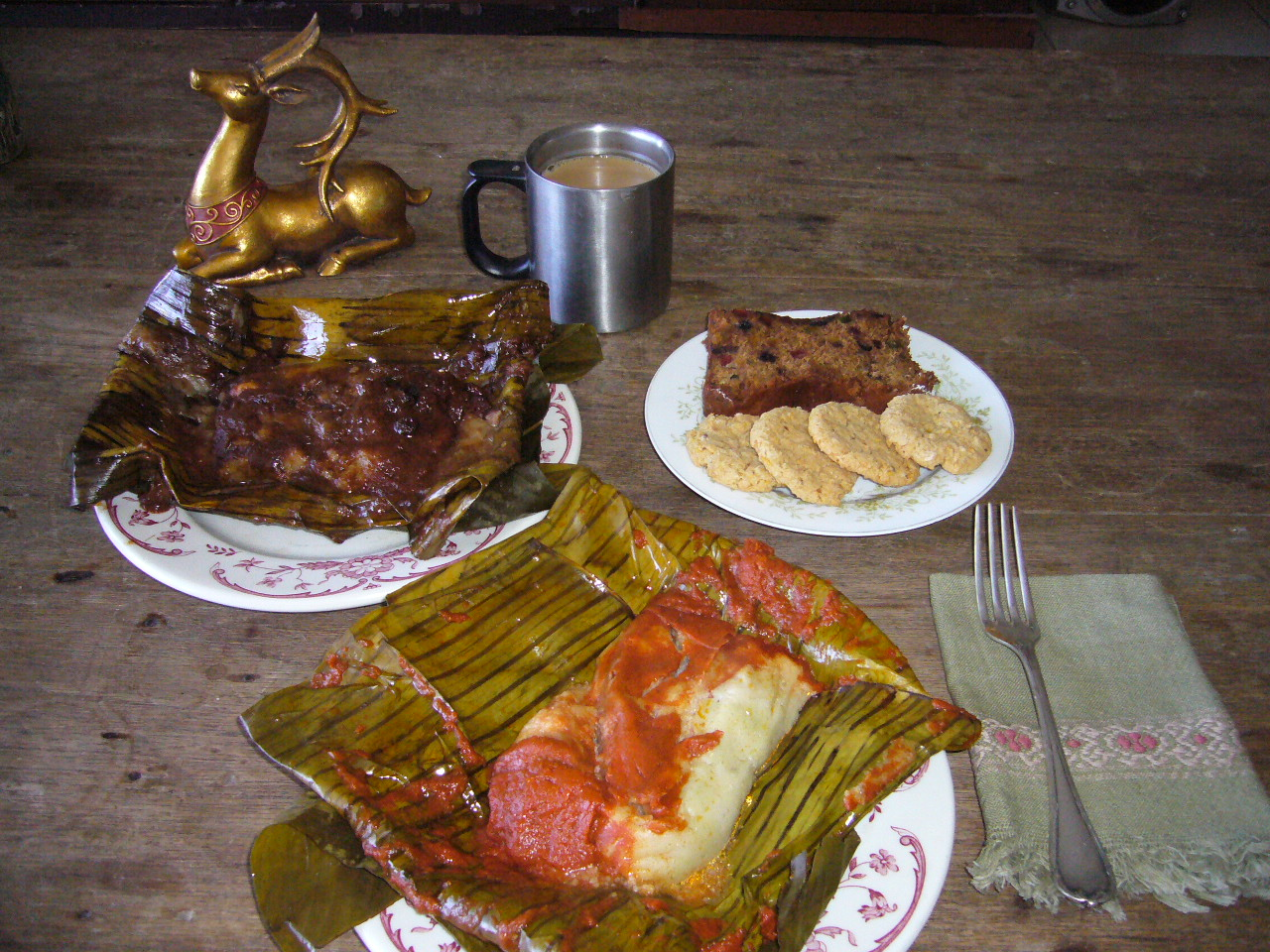
Чёрные и красные тамале в Гватемале

По всей Гватемале существуют сотни разновидностей тамале. Ключевые варианты включают ингредиенты масы или теста (кукуруза, картофель, рис), начинку (мясо, фрукты, орехи) и то, во что они завернуты (листья, шелуха). Тамале в Гватемале обычно заворачивают в зеленые листья «максан» (Calathea lutea), а чучитос, напоминающие мексиканские тамале, заворачивают в шелуху от кукурузных початков.
Маса (masa) делается из несладкой (кормовой) кукурузы. В Гватемале эту несладкую кукурузу называют маис, а сладкую кукурузу гватемальцы называют элот (elote). Тамале в Гватемале чаще заворачивают в листья плантана или банана и листья максана, чем в кукурузную шелуху. Кроме того, гватемальские тамале используют вареную масу, приготовление которой занимает много времени и требует значительных усилий.
- Tamales colorados («красные тамале») обязаны своим названием помидорам и ачиоте (семенам аннато), которые придают им цвет, завернутые в кукурузную масу и фаршированные томатным рекадо (ароматным густым соусом), жареными полосками красного сладкого перца, каперсами. , зеленые оливки и курица, говядина или свинина.
- Tamales negros («черные тамале») темнее и слаще своих красных аналогов из-за добавления в них шоколада, изюма, чернослива и миндаля. Другие черные тамале не сладкие, а просто сделаны из синей/черной кукурузы.
- Tamales de elote («тамалес из сладкой кукурузы») не используют типичную масу, а вместо этого готовятся из сладкой кукурузы. Они могут содержать целые зерна кукурузы в масе и обычно не содержат мяса.
- Chuchitos («маленькие собачки») — это очень типичный вид гватемальского тамале, приготовленный с использованием той же кукурузной масы, что и обычный тамале, но они меньше по размеру, имеют гораздо более твердую консистенцию и завернуты в тузас (сушеную кукурузную шелуху) вместо листьев плантана. Чучитос часто сопровождают простой томатной сальсой и посыпают твердым соленым белым сыром, традиционным для региона Сакапа. Чучитос очень распространены, их обычно подают на обедах, ужинах и праздниках. Масу можно смешать с томатным рекадо или мясным бульоном.
- Tamalitos de masa («маленькие из теста») меньше типичных тамале, потому что они обычно имеют простой вкус, без начинки и используются для макания в другие продукты, такие как суп, сальса или бобы, а не едят отдельно. Эти тамале являются основным продуктом западной гватемальской кухни, и их предпочитают типичной лепешке.
- Tamalitos de chipilín и tamales de loroco — это другие варианты вышеупомянутых тамалес де маса, в смесь которых добавлены указанные ингредиенты.
- Paches — это разновидность тамале, приготовленного из картофеля, а не кукурузы.
- Bollito похожи на тамале, с той разницей, что в них вместо мяса начинкав них из бобов.

### Основные блюда

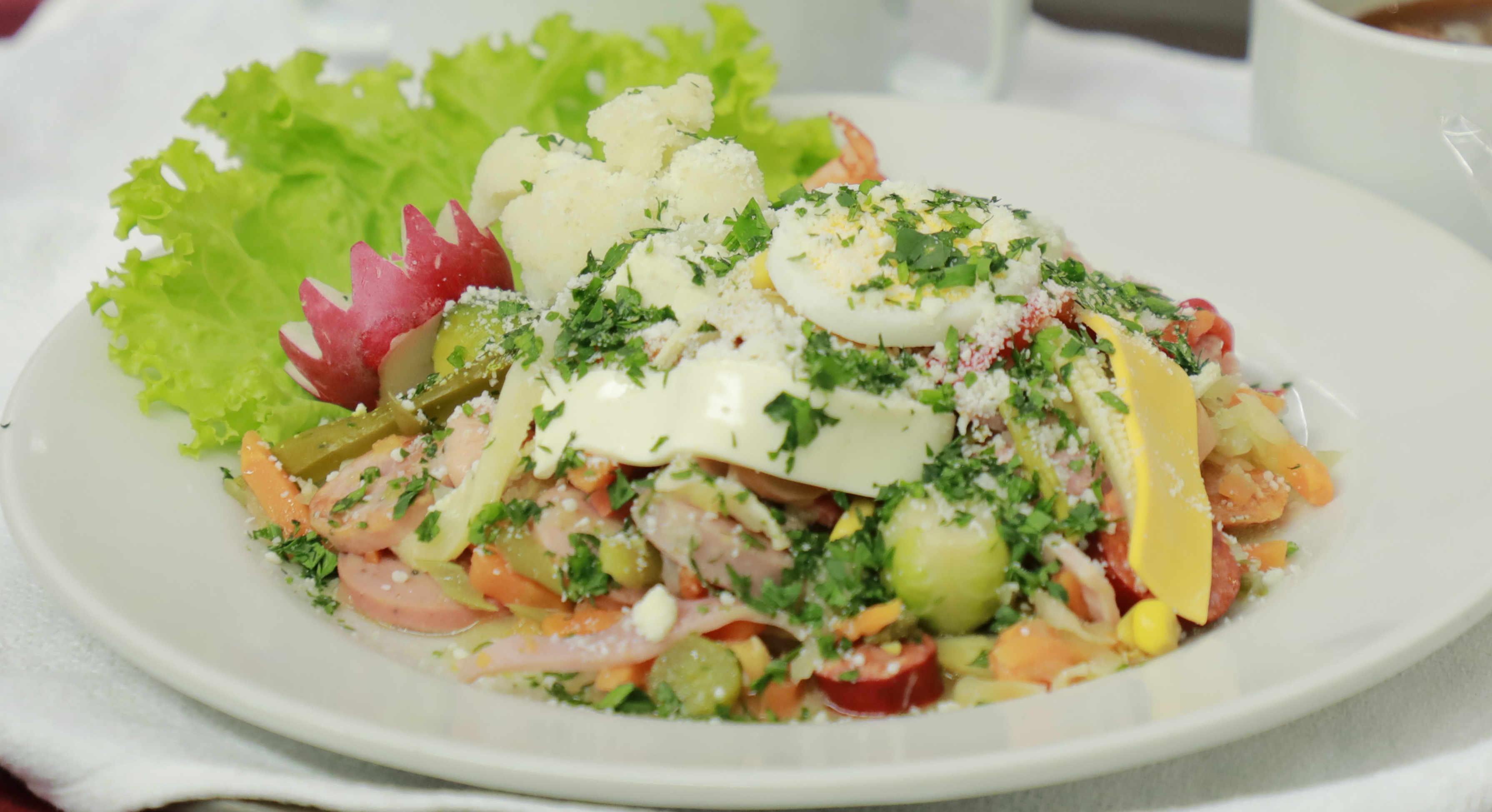
Салат фиамбре может содержать множество различных ингредиентов

- Tapado — суп из морепродуктов с зеленым плантаном и кокосовым молоком.
- Chiles rellenos — измельченное мясо c перцем, обжаренное в яичном тесте.
- Gallo en perro — острое рагу («перро» на сленге означает «острый/острый»).
- Gallo en chicha — куриное стью.
- Garnachas — поджаренные кукурузные лепешки с начинками.
- Pepián (рецепт XIX века) — рагу с мясом и овощами в густом соусе рекадо.
- Subanik — стью из овощей и мяса в остром соусе[3].
- Kak’ik — суп из индейки с перцем чили.
- Caldo de res или cocido — суп из говядины и овощей.
- Caldo de gallina — куриный суп.
- Jocón — курица, тушеная в зеленом соусе.
- Hilachas — измельченная говядина в красном соусе.
- Güicoyitos rellenos — фаршированные кабачки
- Pollo a la cerveza — курица в пивном соусе
- Pollo guisado — тушеная курица по-испански.
- Carne guisada — мясное рагу
- Chuletas fascinante — «завораживающие отбивные», свиная отбивная, обжаренная в панировке.
- Ensalada en escabeche — салат из маринованных овощей.
- Pollo encebollado — курица в луковом соусе.
- Estofado — рагу из говядины, картофеля и моркови.
- Revolcado (или «chanfaina»), тушеное мясо на томатной основе со специями и коровьим подчеревком.
- Pollo en crema — курица в сливочном соусе.
- Carne adobada — маринованные консервы из говядины или свинины в соусе адобо.
- Pulique — еще один вид мясного и овощного рагу (стью).
- Suban-ik — курица и свинина, тушеные в красном соусе внутри листьев машана, часто готовятся для особых случаев.
- Enchiladas, tostadas (жареные тортильи) с говяжьим фаршем и овощами, обычно включая свеклу.

### Блюда из риса
В Гватемале готовят множество блюд из риса. Некоторые из них:
- Arroz frito — жареный рис
- Arroz amarillo — желтый рис
- Arroz con vegetales — рис, приготовленный с разными овощами, такими как кукуруза, морковь и горох.
- Arroz con frijoles — называемый просто так или в других частях, называемый «casamiento» или «casado», рис с фасолью (обычно черной фасолью).
- Рис с фасолью, приготовленные на кокосовом молоке.
- Arroz con pollo — курица с рисом, похожее на паэлью.

### Десерты
- Pastel de Banano — разновидность бананового кекса.
- Tortitas de yuca — оладьи из юки (кассавы).
- Chancletas de güisquil — сладкий чайот, покрытый взбитыми яичными белками, а затем обжаренный.
- Arroz con leche — испанская версия рисового пудинга.
- Atol de elote — атоле из сладкой кукурузы.
- Buñuelos, torrejas y molletes — различные виды сладкого хлеба, пропитанные сиропом, с начинкой или без нее.
- Rellenitos de platano — маленькие шарики из пюре из бананов, наполненные подслащенной черной фасолью, обжаренные и посыпанные сахаром.
- Garbanzos en dulce — сладкий нут.
- Repollitos con dulce de leche.
- Mole de platano — жареные ломтики плантана в шоколадном соусе с добавлением нескольких перцев чили (десерт)

### Закуски
.
- Tamales de frijol con chiltepe.

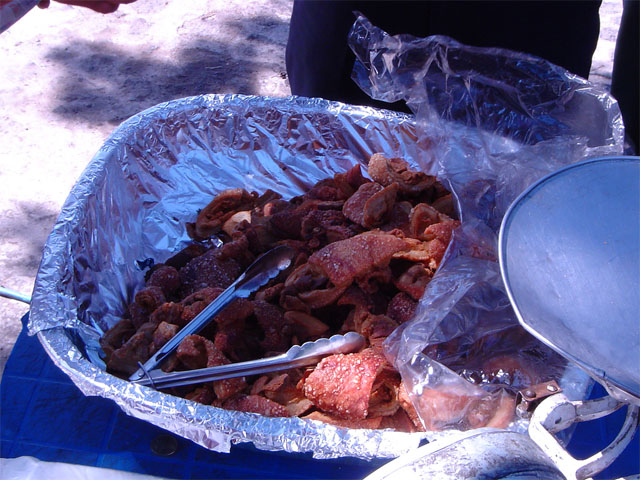
Чичарронес в Гватемале

- Shucos — гватемальская версия хот-дога, в состав которого часто входят гуакамоле, капуста и майонез. Этот тип хот-дога является местной закуской только из города Гватемала, где он был создан.
- Chicharrones y carnitas — жареные свиные шкурки и жареные куски свинины соответственно.
- Tostadas de guacamol, frijol, o salsa — жареная кукурузная тортилья с гуакамоле, жареной черной фасолью или томатным соусом.
- Tacos de carne o pollo — жареные свернутые кукурузные тортильи с начинкой из мяса или курицы.
- Yuca con chicharrón — вареный маниок (кассава), подается с жареными кусочками свинины.

### Традиционная еда для Día de todos los Santos (1 ноября)
- Fiambre — салат, который может быть «белым» или «красным», в зависимости от того, содержит ли маринованный овощной салат свеклу.
- Ayote en dulce — тыква, сваренная в специальном сладком сиропе.
- Jocotes en miel — разновидность плодов Spondias purpurea, сваренных в сиропе.
- Empanadas de ayote — выпечка из тыквы.

### Другие
- Atol maatz — густой кукурузный напиток, приправленный золой[2]
- Caldo de huevos — консоме на основе яиц, которое обычно едят как средство от похмелья.
- Chirmol Chapín
- Chojín — вариант сальпикона, приготовленный из жареной свиной шкуры.
- Гватемальское севиче из рыбы, креветок, улиток, моллюсков или их смеси.
- Macuy — суп зеленого цвета[2].
- Puchon-ik — сушеная рыба с пряностями чили, популярная в городе Сан-Хуан[2]
- Сальпикон — нарезанное мясо, редис и листья мяты, подается с лимонным соком.
- Tukun-ik — суп из кукурузы, яиц и чили, популярный в Сан-Хуане[2]